# Isabella Surel
Isabella Surel (* 23. Juni 1982 in Freyung) ist eine deutsche Schauspielerin.

## Karriere
Surel hatte Rollen in Fernsehserien wie beispielsweise SOKO 5113, Die Rosenheim-Cops, Herzflimmern – Liebe zum Leben oder Heldt. Im Fernsehfilm Freilaufende Männer (2011) verkörperte sie die Rolle der Nadine. Im Fernsehfilm Pilgerfahrt nach Padua (2011) agierte sie in der Rolle der Violetta Ragab. Im Fernsehfilm Die Tote ohne Alibi (2012) spielte sie die Frau Sattler.

## Filmografie (Auswahl)
- 2010, 2016: Sturm der Liebe (Telenovela, 7 Folgen)
- 2010, 2016: SOKO 5113 (Fernsehserie, 2 Folgen)
- 2011: Freilaufende Männer (Fernsehfilm)
- 2011: Herzflimmern – Liebe zum Leben (Fernsehserie, 2 Folgen)
- 2011: Pilgerfahrt nach Padua (Fernsehfilm)
- 2011, 2017, 2020: Die Rosenheim-Cops (Fernsehserie, 3 Folgen)
- 2012: Die Tote ohne Alibi (Fernsehfilm)
- 2012: Die Garmisch-Cops (Fernsehserie, eine Folge)
- 2012, 2017: Hubert ohne Staller (Fernsehserie, 2 Folgen)
- 2013: Heldt (Fernsehserie, eine Folge)
- 2013: Die Speckners (Fernsehserie, eine Folge)
- 2013: Tessa Hennig – Mutti steigt aus (Fernsehfilm)
- 2013: Paradies 505. Ein Niederbayernkrimi (Fernsehfilm)
- 2017: Helen Dorn – Gnadenlos (Fernsehreihe)
- 2017: Die Chefin (Fernsehserie, eine Folge)
- 2020: Die Rosenheim-Cops (Fernsehserie, Staffel 19, Folge 21)